# SU-100M驅逐戰車
SU-100M驅逐戰車（俄语：СУ-100М），或稱為416工程（俄语：Объект 416），是一款蘇聯的自走驅逐戰車，並未投入量產。

## 發展歷史
SU-100M最初以「416工程」的名義，由馬雷舍夫工廠負責開發；研製工作於1950年完成。
1951年，第一輛416工程原型車建造完成。然而在經過測試後，416工程的致動控制器以及炮塔旋轉機構等零組件不可靠的缺點逐漸浮現。另外，扁平的炮塔也導致乘員戰鬥艙過於狹窄，車內環境惡劣。最終416工程在所有問題修正完畢前被迫停止繼續開發。不過，這些問題也被認為不甚嚴重，而且可以被解決，416工程因而獲得了「SU-100M」的官方代號。
雖然SU-100M已於1952年通過國家測試，但由於武器系統不甚牢靠，且有諸多問題，蘇聯因而於同年終止量產計畫。

## 概述

### 裝甲
SU-100M採用焊接車殼以及鑄造裝甲。炮塔置於車體後方。

### 武裝
SU-100M的主炮為一門100毫米M-63線膛炮。該炮是以著名的D-10戰車炮為基礎設計的。另外，為了增加開火穩定性以及減少後座行程，M-63的炮口裝有炮口制動器。炮膛後方亦裝有空氣濾清機，用以避免炮管內的射擊廢氣漫入戰鬥艙內，造成乘員中毒。

## 現存的SU-100M
目前有一輛SU-100M原型車被保存於庫賓卡戰車博物館。

## 註記
1. 1 2 3 4 5  А.В. Карпенко, ТанкоМастер и Военно-технический сборник «Бастион». Совместный выпуск, стр. 35
2. ↑  .   [2016-02-21]. （原始内容存档于2011-09-07）.

## 引用
- Самоходная артиллерийская установка СУ-100М в танковом музее города Кубинка
- Военный паритет: ТАНКОВЫЕ ПУШКИ（页面存档备份，存于）